# Thomisus keralae
Thomisus keralae is een spinnensoort uit de familie van de krabspinnen (Thomisidae).
De wetenschappelijke naam van de soort werd in 2005 gepubliceerd door Bijan Kumar Biswas & Rakhi Roy.